# Massafghanistan
Massafghanistan è un singolo del rapper italiano Kid Yugi e del produttore Night Skinny, pubblicato il 15 giugno 2023 dalle etichette discografiche Thaurus Music e Virgin Records.

## Video musicale
Il video, reso disponibile dal 16 giugno sul canale YouTube del rapper, è stato diretto da Mauro Russo e prodotto da Pietro Manigrasso. Undici mesi dopo l'uscita il video ha raggiunto le 2.5 milioni di visualizzazioni.

## Tracce
Testi di Francesco Stasi, musiche di Luca Pace.
1. Massafghanistan – 2:32